# Albert et Adolphe Matthis
Pour les articles homonymes, voir Matthis.
Albert et Adolphe Matthis, frères jumeaux, sont deux poètes lyriques alsaciens nés le 27 décembre 1874 au Val de Villé près de Châtenois (Bas-Rhin). Albert est mort le 17 juin 1930, Adolphe le 15 mars 1944.

## Biographie
Ils sont les enfants de Fridérich Matthis, restaurateur et de sa femme Ida Sievert habitant à Châtenois. 
Entre 1906 et 1925, les deux frères vécurent dans un immeuble du XIXe siècle à grand portail, situé aux nos 13-15 de l'actuelle place Henri-Dunant, ce que commémore une plaque en grès apposée sur la façade.

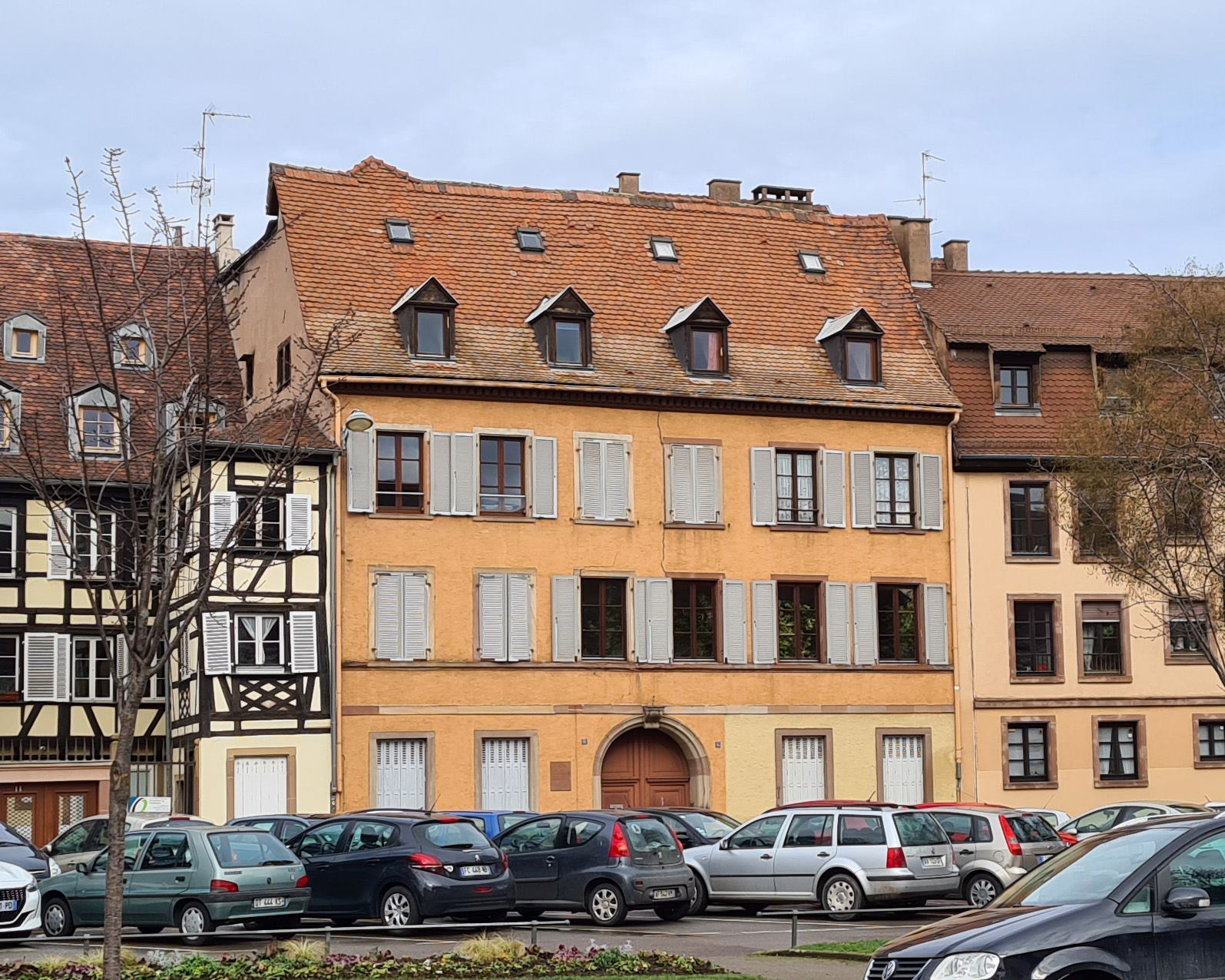
Immeuble.
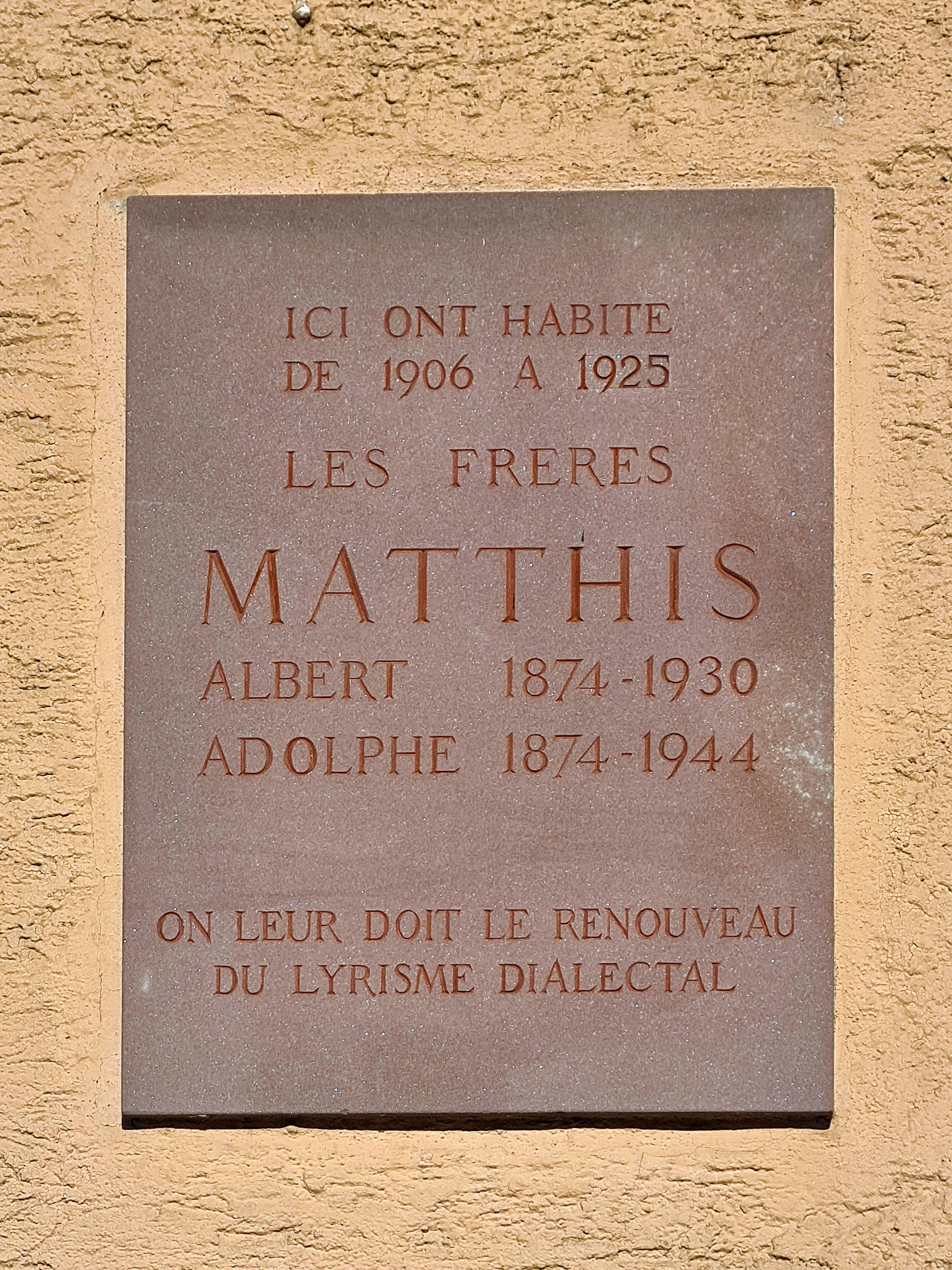
Plaque.

Ils sont inhumés au cimetière Saint-Gall de Strasbourg.

## Hommages
Inauguré en 1976, un pont de Strasbourg porte leur nom.

## Pour approfondir